# Sean Kinney

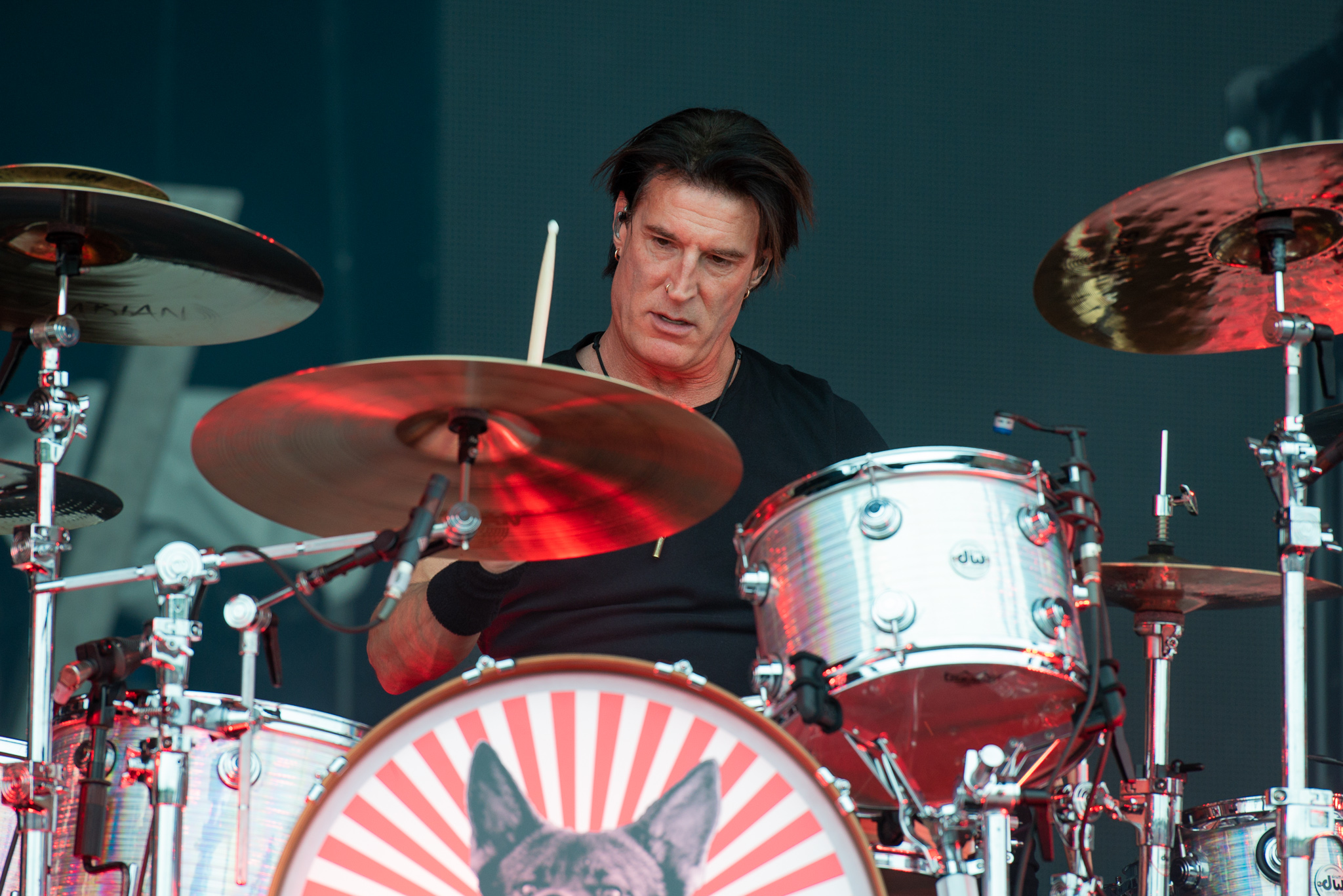
Sean Kinney (2019)

Sean Howard Kinney (* 27. Mai 1966 in Renton, Washington) ist ein US-amerikanischer Musiker. Er ist seit 1987 Schlagzeuger der Rockband Alice in Chains. 
Kinneys musikalisches Talent wurde bereits früh von seinem Großvater gefördert, der Mitglied in der Band The Cross Cats war. Kinney wurde im Alter von neun Jahren Mitglied dieser Formation.
Zwischen 1989 und 1996 nahm er mit Alice in Chains vier Alben und zwei EPs auf. Kinney spielte auf den beiden Soloalben Boggy Depot (1998) und Degradation Trip von Jerry Cantrell, dem Gitarristen und Songwriter von Alice in Chains. In Zusammenarbeit mit Metallica entstand 1998 eine Coverversion des Lynyrd-Skynyrd-Songs Tuesday's Gone.
Anlässlich eines Benefizkonzertes für die Opfer des Tsunami im Indischen Ozean trat Kinney 2005 wieder zusammen mit den noch lebenden Mitgliedern von Alice in Chains auf. Seitdem haben sie drei weitere Alben veröffentlicht und über 30 Millionen Alben weltweit verkauft.